# NGC 5567
NGC 5567 este o galaxie lenticulară situată în constelația Boarul. A fost descoperită în 3 aprilie 1831 de către John Herschel.